# Irina Nechit
Irina Nechit (n. 1 ianuarie 1962) este o poetă din Republica Moldova, născută în satul Antonești, raionul Cantemir) . Considerată o poetă din generația postmodernistă, Irina Nechit este cunoscută și ca jurnalist, cu articolele sale despre artă și diverse probleme ale culturii, publicate în special în săptămânalul Literatura și Arta, dar și ca dramaturg și traducător. Este unul dintre puținele nume basarabene care au trecut cu succes Prutul (la vest), Irina Nechit fiind deseori foarte bine apreciată în paginile revistelor literare din România și din alte țări. Este căsătorită cu poetul și prozatorul Nicolae Popa.

## Studii
Este absolventă a facultății de jurnalism a USM (1984).

## Cărți publicate
- Șarpele mă recunoaște 1992
- Cartea rece 1996
- Un viitor obosit 1998
- Gheara, Editura Vinea, București, 2003
- Un fel de liniste, Editura Vinea, București, 2006
- Copilul din mașina galbenă, Editura Cartier, Chișinău, 2010 [4][5]

## Dramaturgie și publicistică
- Godot, eliberatorul 1999
- Proiectul unei tragedii, Chișinău, Editura ARC, 2001 [6]
- Maimuța în baie, Editura ARC, Chișinău, 2006

Piesa "Maimuța în baie" de Irina Nechit a fost montată în 2007 la Teatrul Satiricus din Chișinău, regie Sandu Grecu.
Piesa "Doamna-din-Satul-Florilor-ce-Mor" de Irina Nechit a fost montată în 2002 la Teatrul "Eugene Ionesco" din Chișinău, regie Maria Doni.
Piesa "Coridorul morții" a fost montată în 2010 la Teatrul Național "V. Alecsandri" din Bălți și la Teatrul "Satiricus" (fragment) din Chișinău, în 2010.
Spectacolul "Mi-e frică de Marea Neagră", după monodrama "Nudiștii" de Irina Nechit a fost montat la Teatrul Național "Mihai Eminescu" din Chișinău (regie, Vitalie Drucec), în 2010.
- Publicistică (În colaborare) Culegere de istorii orale "Femeia în labirintul istoriei", Editura Știința, 2003; culegere de interviuri „Democrația la feminin”, Editura Știința, 2005, volum de istorii orale "Femeia ca factor de stabilitate în zonele de conflict", Editura Știința, Chișinău, 2006.

## Jurnalistă
- Interviu cu directorul editurii Cartier, scriitorul Gheorghe Erizanu pe web site-ul [7] Jurnal MD
- Interviu cu regizoarea Luminița Țâcu, de la teatrul „Eugène Ionesco” din Chișinău pe web site-ul [8] Jurnal MD

## Premii, recunoaștere
- Premiile Uniunii Scriitorilor din Republica Moldova pentru 2012 [9]

## Traduceri
- Ada Zevin: album, traducere în română Irina Nechit, traducere în engleză Margareta Mămăliga, Chișinău, Editura ARC, 2003
- Mihai Grecu, viața și opera, album, traducere în română Irina Nechit, Editura ARC, 2006